# Holtzwihr
Holtzwihr is een plaats en voormalige gemeente in het Franse departement Haut-Rhin in de regio Grand Est.

## Geschiedenis
Holtzwihr maakte deel uit van het arrondissement Colmar tot dit op op 1 januari 2015 fuseerde met het arrondissement Ribeauvillé tot het arrondissement Colmar-Ribeauvillé.
De gemeente maakte deel uit van het kanton Andolsheim tot dit op 22 maart 2015 werd opgeheven en Holtzwihr werd opgenomen in het op die gevormde kanton Colmar-2.
Op 1 januari 2016 fuseerde Holtzwihr met Riedwihr tot de commune nouvelle Porte du Ried.

## Geografie
De oppervlakte van Holtzwihr bedraagt 6,4 km², de bevolkingsdichtheid is 198,4 inwoners per km².
De onderstaande kaart toont de ligging van Holtzwihr met de belangrijkste infrastructuur en aangrenzende gemeenten.

## Demografie
Onderstaande figuur toont het verloop van het inwonertal (bron: INSEE-tellingen).